# إنسان ألتامورا

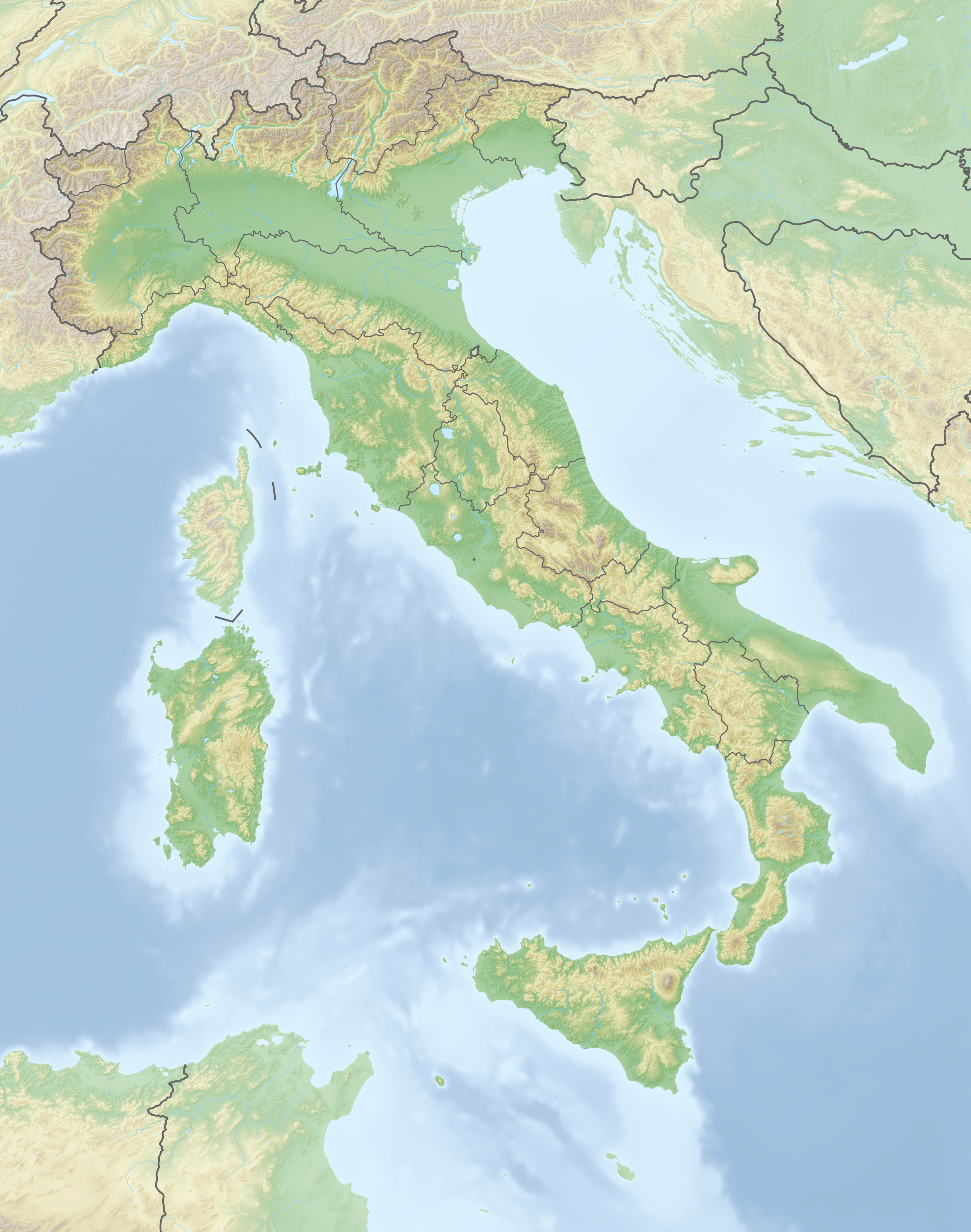

إنسان ألتامورا هو حفرية من جنس هومو اكتشفت عام 1993 في بالوعة كارست في كهف لامالونغا بالقرب من مدينة ألتامورا بإيطاليا.
حُفظت الحفرية بشكل جيد، ولكنها ضُمنت في الصواعد وغُطيت بطبقة سميكة من الكالسيت، تُرك الاكتشاف في مكانه لتجنب إلحاق الضرر به. استند البحث خلال عشرين عامًا بشكل أساسي إلى الملاحظات الموقعية الموثقة. بالتالي، ظل الخبراء مترددين في الاتفاق على عمر حاسم للحفرية، ولم يكن هناك إجماع على النوع التي تنتمي إليه.
بعد استرداد جزء من عظم الكتف الأيمن، أصبح إنتاج تأريخ دقيق للحفرية ممكنًا، إضافةً لتحليل وتشخيص خصائصها المورفولوجية، وتقديم توصيف أولي لتاريخ الحفرية. أعلِن، في ورقة نُشرت عام 2015 في مجلة تطور الإنسان، عن أن الحفرية كانت إنسان نياندرتال، وكشف تاريخ الكالسيت أن عمر العظام يتراوح بين 128 و187 ألف عام.
يعد إنسان ألتامورا أحد أكثر الهياكل العظمية اكتمالًا في العصر الحجري القديم التي اكتُشفت في أوروبا على الإطلاق، وحتى العظام الموجودة داخل الأنف ما زالت موجودة.

## الخصائص

### الاكتشاف
اكتُشفت الجمجمة في أكتوبر 1993 من قبل المستغورين في مركز ألتامورانو لأبحاث الاستغوار في كهف لامالونغا في ألتامورا بإيطاليا. أثناء استكشاف الكهف، عثر الباحثون على بالوعة كارستية بعمق 10 أمتار، والتي تشكلت من خلال عمل المياه الجارية على الحجر الجيري. اندمجت البالوعة في نفق يبلغ طوله نحو 60 مترًا، حيث وُجد فيه إنسان ألتامورا مدمجًا في خلات كربونات الكالسيوم التي تشكلت بواسطة سيلان المياه أسفل جدران الكهف. أبلِغ عن هذه النتيجة للباحثين في جامعة باري.
يدين الهيكل العظمي المتبقي بحالته الممتازة المحفوظة على حقيقة أن إنسان ألتامورا سقط في هذه البقعة النائية، وتعثر، وربما أصيب بجروح بالغة ولا بد أنه تضور جوعًا حتى الموت أو مات بسبب قلة كمية المياه. لكونه لا يتأثر بالطقس والتفكك، حفظ الكالسيت العظام، لكنه غطاها أيضًا إلى حد عميق. اعتُقد أن الحفر لإيجاد البقايا سيتسبب في أضرار لا يمكن إصلاحها، وبالتالي، بقيت العظام في الموقع لأكثر من عشرين عامًا.

### المورفولوجيا
تُظهر الجمجمة المتحجرة العائدة لرجل بالغ يبلغ من العمر 35 عامًا السمات الأنثروبولوجية لنقص الهومود في الإنسان البدائي الذي عاش أثناء العصر الجليدي المتوسط الأعلى بين 170 و130 ألف عام قبل الحاضر. ومع ذلك، يوجد عدد من الخصائص، مثل شكل عظم الحاجب، والبعد النسبي للقسم الخشائي من العظم الصدغي والشكل العام لأسفل الجمجمة، والتي وفقًا لفريق البحث بجامعة سابينزا في روما، تدعم التسلسل الزمني المقبول. تظهر سمات قديمة، ما يجعل إنسان ألتامورا بمثابة جسر مورفولوجي بين الأنواع البشرية السابقة مثل إنسان هايدلبيرغ والإنسان البدائي.
أجرى الباحثون المرتبطون بجامعة باري عمليات مسح بالليزر على الاكتشاف، وحصلوا على خرائط رقمية ونماذج ومقاطع فيديو ثلاثية الأبعاد للحفرية. حددت نتائج دراسة لعينة الحمض النووي المأخوذة من لوح الكتف أنها تنتمي إلى التباين الوراثي للإنسان البدائي في جنوب أوروبا.
تُظهر الدراسات التاريخية على عشرين مجموعة حيوانية من كهف لامالونغا استنادًا إلى التأريخ باليوريوم والثوريوم التي أجراها كل كل من ماريا إليزابيتا برانكا وماريو فولتاجيو من معهد الجيولوجيا البيئية والهندسة الجيولوجية والمجلس القومي الإيطالي للبحوث في روما والمنشورة عام 2010، أن عمر الترسب يتراوح بين 45 و17 ألف عام قبل الحاضر. يتراوح عمر غالبية البقايا بين 45 و30 ألف عام. تبين أن تراكم رواسب الكهوف بدأ منذ حوالي 170 ألف عام وانتهى قبل 17 ألف عام.
كشفت تحليلات بحثية حديثة بدأت في عام 2009 واستندت إلى تأريخ اليورانيوم والثوريوم أن الكالسيت تشكل منذ 172 إلى 130 ألف عام خلال فترة التجلد قبل الأخيرة في العصر الرباعي.
ما زالت بقايا رجل ألتامورا محفوظةً في مصفوفة من الحجر الجيري حتى يومنا هذا. على هذا النحو، هناك تحدٍ مستمر قائم بين الخبراء لاستنباط طريقة لإزالة الحفرية دون تشويهها.
بين عامي 1998 و2000، نُفذ مشروع ساراساترو من قِبل اتحاد أبحاث دياغما، باستخدام أنظمة متكاملة تعمل عن بُعد، سمحت بالوصول ومراقبة الموقع.